# 那加浜見町
那加浜見町（なかはまみちょう）は、岐阜県各務原市の地名。現行行政町名は那加浜見町一丁目、那加浜見町二丁目。

## 地理
各務原市の那加地区に属する。
町域の東部は那加新田町、那加宮浦町、西部は那加大谷町、南部は那加新加納町、那加大門町、北部は那加新田町である。
町名は那加新加納町の小字、浜見に因む。
町域の南には名古屋鉄道各務原線、JR高山本線が通過する。
道路
- 県道152号岐阜各務原線

## 歴史
1977年（昭和52年）10月26日、那加新加納町の一部、那加長塚町の一部、那加太平町の一部で那加浜見町が成立。

## 世帯数と人口
2024年（令和6年）10月1日現在の世帯数と人口は以下の通りである。
| 丁目             | 世帯数  | 人口  |
| ---------------- | ------- | ----- |
| 那加浜見町一丁目 | 179世帯 | 381人 |
| 那加浜見町二丁目 | 249世帯 | 594人 |
| 計               | 428世帯 | 975人 |

## 小・中学校の学区
市立小・中学校に通う場合、学区は以下の通りとなる。
| 番・番地等 | 小学校                   | 中学校               |
| ---------- | ------------------------ | -------------------- |
| 全域       | 各務原市立那加第一小学校 | 各務原市立那加中学校 |

## 主な施設
- 名古屋鉄道各務原線新加納駅
- 浜見町公民館
- 瑞眼寺

## 交通
- 各務原線新加納駅